# 老松町 (横浜市)
老松町（おいまつちょう）は、神奈川県横浜市西区の町名。丁番を持たない単独町名である。住居表示未実施区域。

## 地理
横浜市西区南東部に位置する。北で伊勢町、北東で戸部町、東で宮崎町、南東で中区野毛町・中区宮川町、中区日ノ出町、南で東ケ丘、南西で赤門町、西で霞ケ丘、北西で西戸部町と接する。野毛山公園および野毛山動物園の園地が半ばを占める。関東大震災および第二次世界大戦による戦災の被害が少なく、官公署関連の建物が多い。

## 歴史

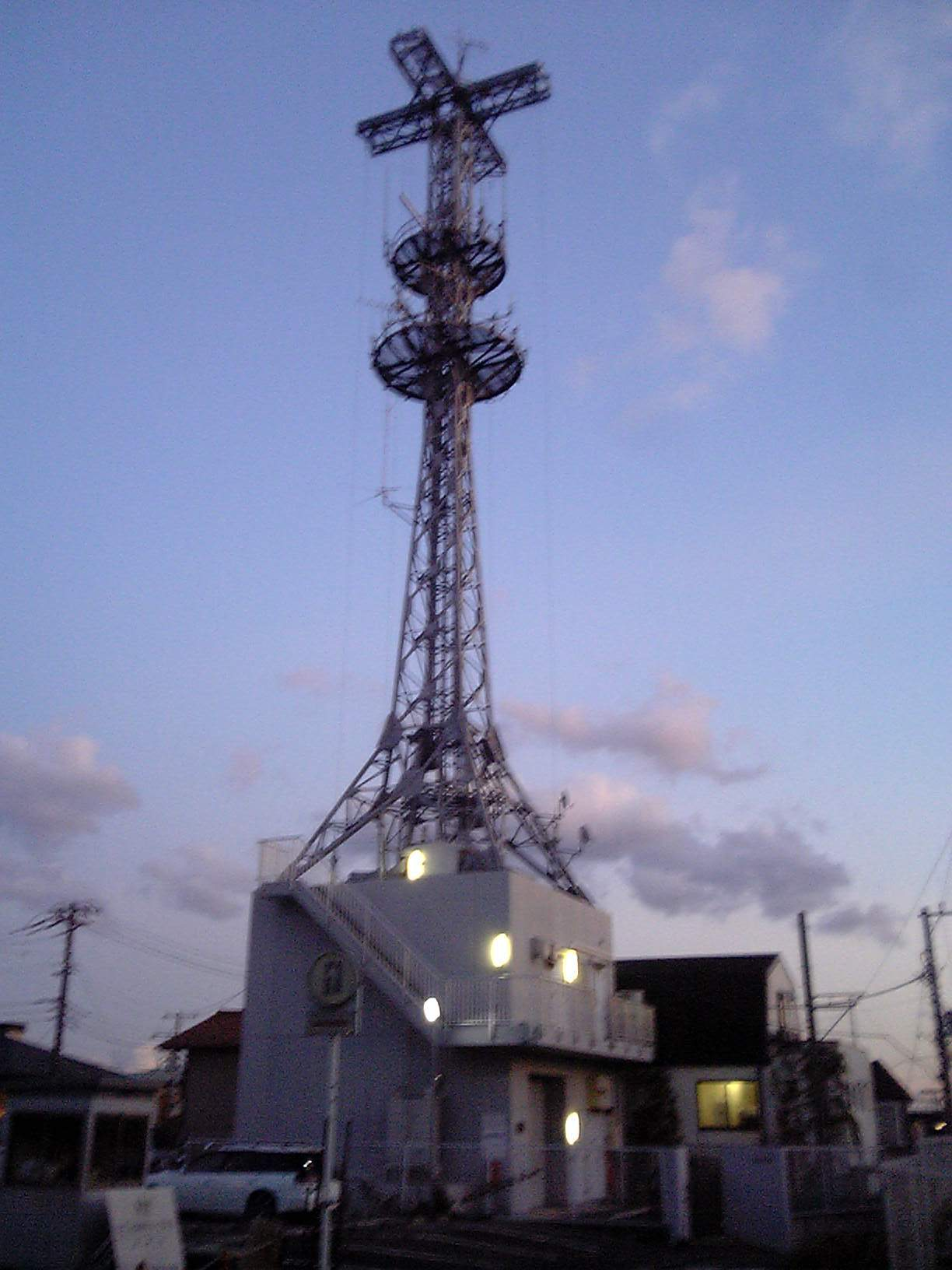
アール・エフ・ラジオ日本野毛山無線基地

1876年（明治9年）、戸部町の一部から横浜町の町名として成立。1878年（明治11年）に横浜区、1889年（明治22年）に横浜市、1927年（昭和2年）10月1日、横浜市の区制施行により横浜市中区の町名となる。1935年（昭和10年）、第2次市区改正により月岡町の全部および西戸部町・南太田町の各一部を併せる。1944年（昭和19年）分区のため西区老松町となり、同年中区野毛町の一部を編入する。
1876年（明治9年）に当地の花屋敷（遊園地）に日本最初の迷路園（当時は「メーズ」と呼んだ）が設けられた。明治中期からは原富太郎・茂木惣兵衛・左右田金作・平沼専蔵らの別邸が建てられている。1924年（大正13年）に横浜市震災記念館（1942年〔昭和17年〕に横浜市市民博物館に改組)、1926年（大正15年）には野毛山公園、1927年（昭和2年）には横浜市立図書館（現：横浜市中央図書館）が設置されている。市立図書館は第二次世界大戦中は横浜連隊区司令部が使用し、終戦後はアメリカ占領軍第8軍が接収、接収解除後は横浜市復興局が使用した。野毛山公園は1946年（昭和21年）の復活メーデーで使用され、以降各種市民集会にたびたび使われている。1949年（昭和24年）には反町とともに日本貿易博覧会会場となっている。1951年（昭和26年）に野毛山動物園・遊園地が開園、1958年（昭和33年）にはラジオ関東（現：アール・エフ・ラジオ日本）がこの地で開局されている（1996年に中区長者町に移転、現在はアール・エフ・ラジオ日本野毛山無線基地が残っている。）。

### 地名の由来
老松の多い景勝地だったことに因むといわれている。

## 世帯数と人口
2025年（令和7年）6月30日現在（横浜市発表）の世帯数と人口は以下の通りである。
| 町丁   | 世帯数  | 人口    |
| ------ | ------- | ------- |
| 老松町 | 904世帯 | 1,506人 |

### 人口の変遷
国勢調査による人口の推移。
| 年                 | 人口  |
| ------------------ | ----- |
| 1995年（平成7年）  | 1,711 |
| 2000年（平成12年） | 1,419 |
| 2005年（平成17年） | 1,479 |
| 2010年（平成22年） | 1,475 |
| 2015年（平成27年） | 1,425 |
| 2020年（令和2年）  | 1,633 |

### 世帯数の変遷
国勢調査による世帯数の推移。
| 年                 | 世帯数 |
| ------------------ | ------ |
| 1995年（平成7年）  | 668    |
| 2000年（平成12年） | 633    |
| 2005年（平成17年） | 738    |
| 2010年（平成22年） | 764    |
| 2015年（平成27年） | 755    |
| 2020年（令和2年）  | 869    |

## 学区
市立小・中学校に通う場合、学区は以下の通りとなる（2024年11月時点）。
| 番地 | 小学校             | 中学校             |
| ---- | ------------------ | ------------------ |
| 全域 | 横浜市立本町小学校 | 横浜市立老松中学校 |

## 事業所
2021年現在の経済センサス調査による事業所数と従業員数は以下の通りである。
| 町丁   | 事業所数 | 従業員数 |
| ------ | -------- | -------- |
| 老松町 | 27事業所 | 575人    |

### 事業者数の変遷
経済センサスによる事業所数の推移。
| 年                 | 事業者数 |
| ------------------ | -------- |
| 2016年（平成28年） | 14       |
| 2021年（令和3年）  | 27       |

### 従業員数の変遷
経済センサスによる従業員数の推移。
| 年                 | 従業員数 |
| ------------------ | -------- |
| 2016年（平成28年） | 368      |
| 2021年（令和3年）  | 575      |

## 交通

### 鉄道
京急本線が地下を通過しているが、地内に開口部・駅はなく、日ノ出町駅が最寄となる。

### バス
町域内には以下の路線バスが運行されている。

#### 横浜市営バス
- 89系統（ぶらり野毛山動物園BUS）：（横浜駅東口 - 桜木町駅 - 野毛坂 - 一本松小学校）
- 103系統：（横浜駅東口 - 御所山 - 野毛坂 - 伊勢佐木長者町駅 - 山元町 - 根岸台など）
- 292系統：（浅間町車庫 - 岡野町 - 御所山 - 野毛山 - 桜木町駅 - パシフィコ横浜）

### 道路
- 横浜市主要地方道80号横浜駅根岸線

## 施設

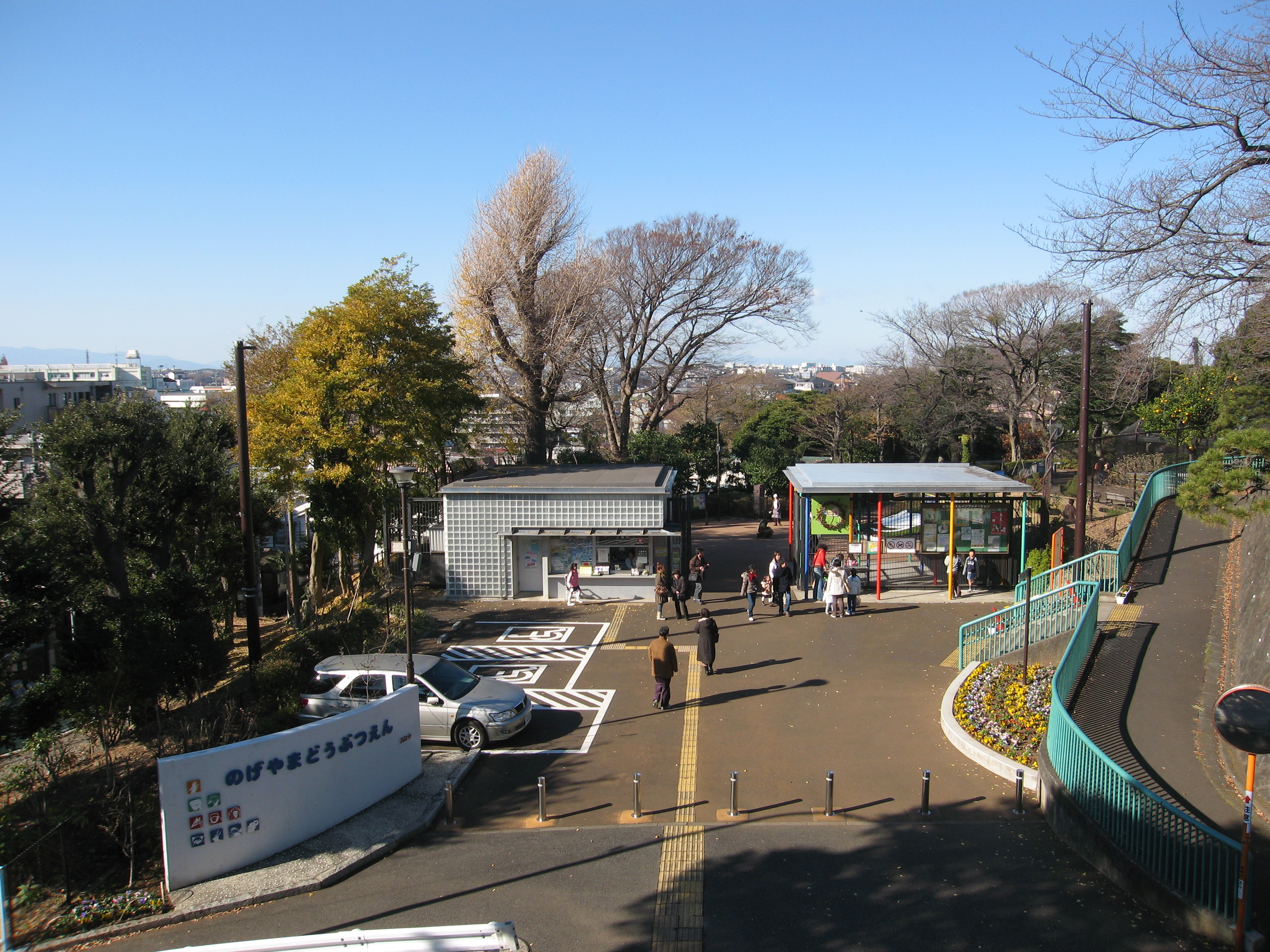
野毛山動物園

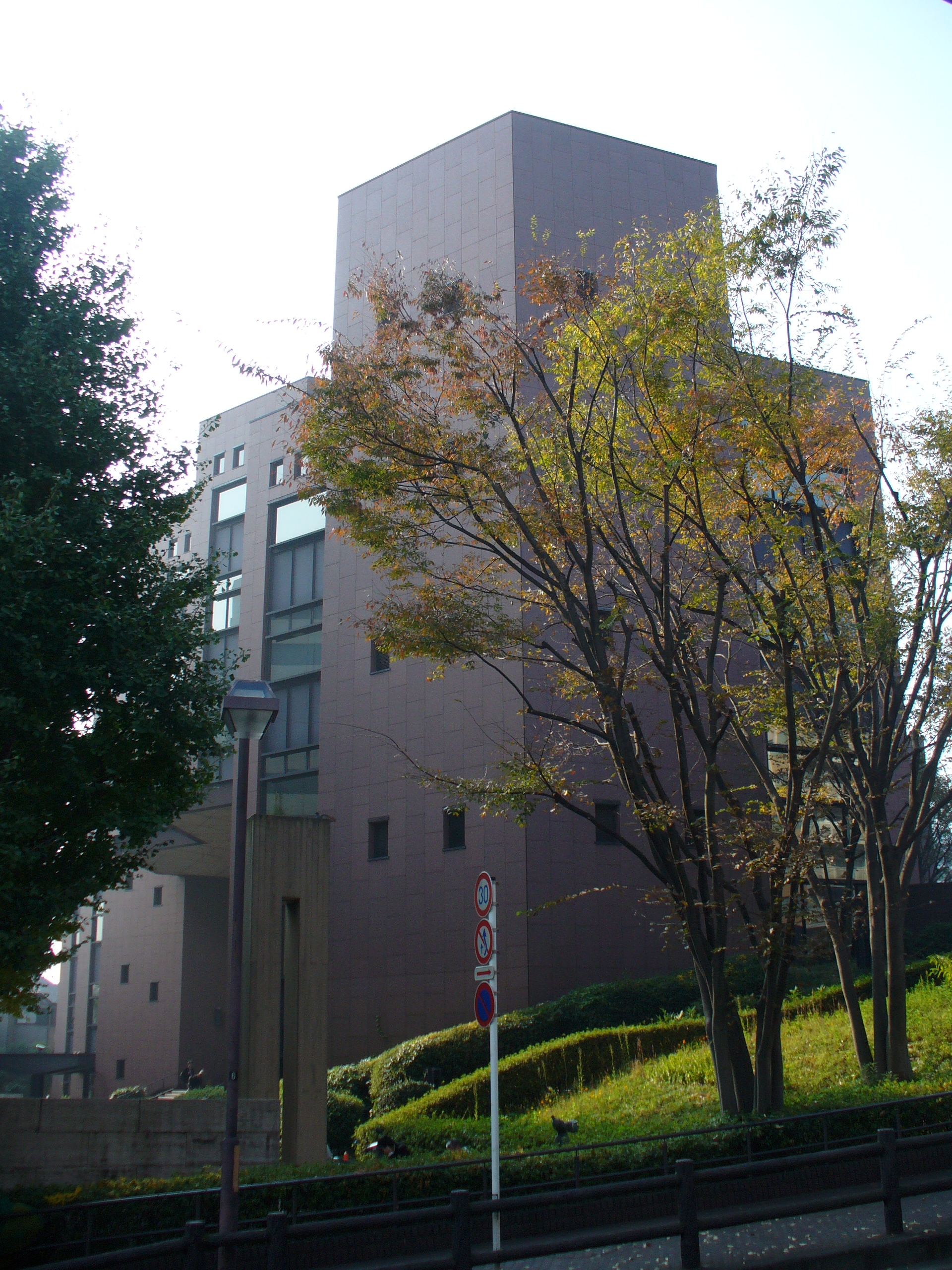
横浜市中央図書館

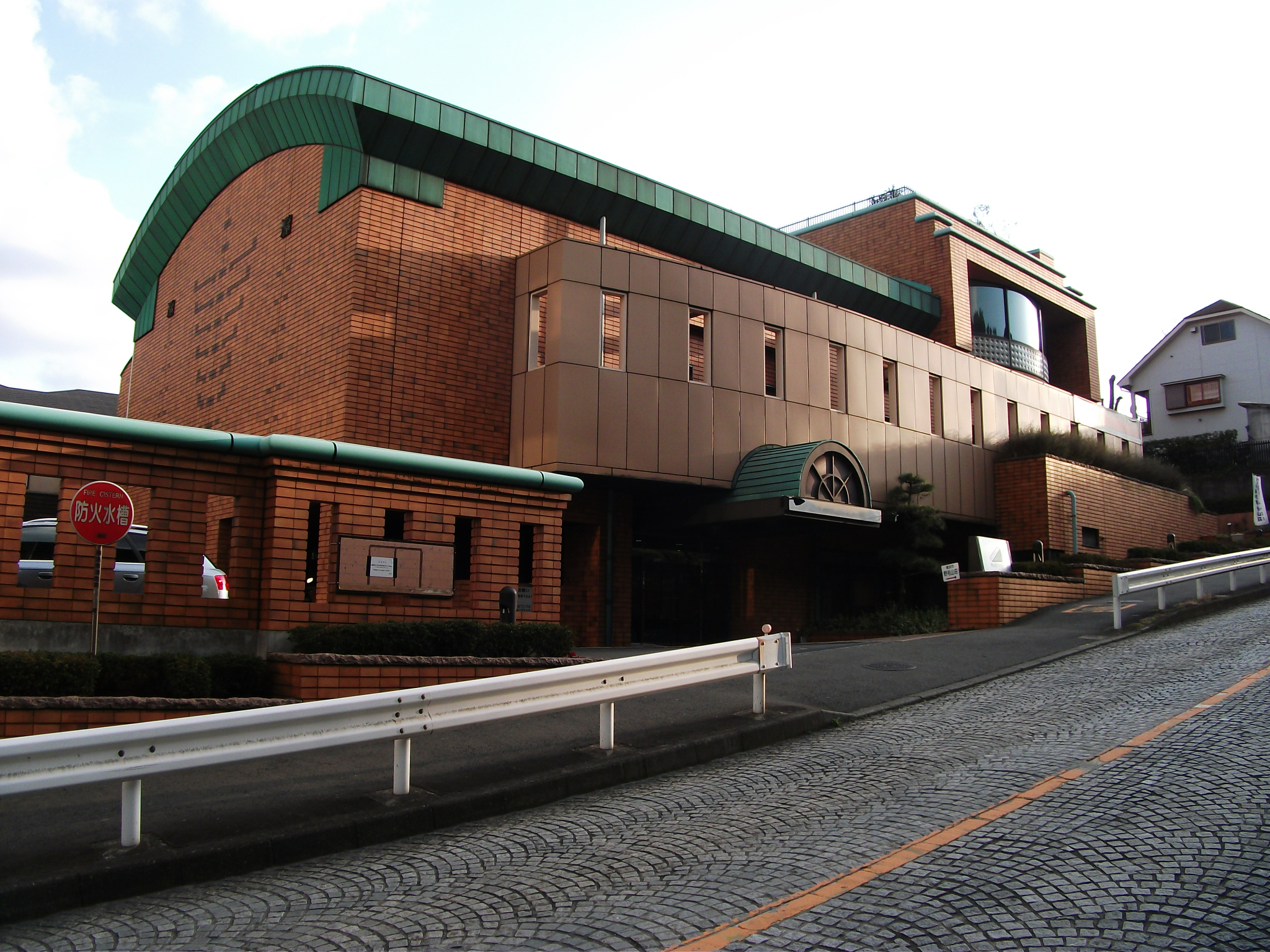
急な坂スタジオ

- 野毛山公園
  - 野毛山動物園
- 横浜市中央図書館
- 横浜市立老松中学校
- 野毛山幼稚園
- 横浜市長公舎
- 急な坂スタジオ - 旧：老松会館
- 老松住宅
- 公務員老松宿舎
- 横浜市福祉サービス協会
- 老松町内会館

## 出身・ゆかりのある人物
- 有島武郎（小説家）
- 尾崎士郎（小説家）
- 今東光（小説家、参議院議員）
- 獅子文六（小説家、演出家）
- 中村房次郎（松尾鉱業社長、日本カーボン会長）
- 平野威馬雄（詩人、フランス文学者）
- 増田嘉兵衛（貿易商）
- 増田増太郎（増田製粉所会長）
- 増田與一（増田製粉所取締役）
- 吉田茂（内閣総理大臣）

## その他

### 日本郵便
- 郵便番号：220-0032[3]（集配局：神奈川郵便局[16]）

### 警察
町内の警察の管轄区域は以下の通りである。
| 番・番地等 | 警察署     | 交番・駐在所   |
| ---------- | ---------- | -------------- |
| 全域       | 戸部警察署 | 野毛山公園交番 |